# سالسيتو
سالسيتو (بالإيطالية: Salcito)‏ هي كومونا في مقاطعة كمبباسة في منطقة مليزة الإيطالية، وتقع على بعد 25 كيلومتر (16 ميل) شمال غرب كمبباسة.